# Naz̧ar Chāghlī
Naz̧ar Chāghlī (persiska: Naz̧ar Chāqlī, نظر چاغلی, نظر چاقلی) är en ort i Iran.   Den ligger i provinsen Golestan, i den norra delen av landet, 400 km öster om huvudstaden Teheran. Naz̧ar Chāghlī ligger 68 meter över havet och antalet invånare är 738.
Terrängen runt Naz̧ar Chāghlī är huvudsakligen platt, men österut är den kuperad. Runt Naz̧ar Chāghlī är det ganska tätbefolkat, med 65 invånare per kvadratkilometer. Närmaste större samhälle är Āzādshahr, 8,0 km sydost om Naz̧ar Chāghlī. Trakten runt Naz̧ar Chāghlī består till största delen av jordbruksmark.